# Иоанн (Абдала)
Епи́скоп Иоа́нн (англ. Bishop John, в миру Джон Пол Абдала, англ. John Paul Abdalah; род. 11 марта 1954, Бостон) — епископ Антиохийской православной церкви, епископ Вустерский и Новоанглийский.

## Епископ
Родился в 1954 году в Бостоне в семье выходцев из села Дума, Ливан. У него были родной брат Эрнест и сестра Джэнет. Был прихожанином Георгиевского православного храма в Бостоне, США.
В 1984 году окончил Свято-Владимирскую духовную семинарию в Крествуде со степенью магистра богословия (Master of Divinity). доктора богословия (Doctor of Ministry) по пастырской заботе от протестантской Питтсбургской богословской школы, сертификат соответствия магистрской степени по пастырскому консультированию от протестантского Питтсбургского пастырского института, бакалавра по деловому администрированию от Саффолкского университета в Бостоне, штат Массачусетс. Во время обучения в семинарии и после окончания учёбы он также изучал арабский язык.
Вступил в брак с Иоанной Джозефс. С 1978 года служил священником Американской архиепископии Антиохийской Православной Церкви. В первый период своего служения 16 лет был пастырем в Нью-Кенсингтоне (New Kensington) и один год — в Литтл-Фоллз (Little Falls).
В 1987—2011 годах состоял благочинным Западной Пенсильвании.
С июля 1995 по 2011 год являлся ключарём Питтсбургского Георгиевского кафедрального собора.
С 1997 года до 2011 года также редактировал епархиальное издание «The Word» и служил духовником Антиохийского сестричества в Америке.
Преподавал пастырское консультирование в аспирантуре Баламандской богословской школы в Ливане. Являлся членом по клинической заботе в Американской ассоциации пастырей-консультантов, преподавателем и ментором при Антиохийском учебном доме Американской архиепископии Антиохийского Патриархата. В течение семи лет был духовником Северо-Американского совета при Иоанно-Богословском товариществе.
25 мая 2008 года скончалась его супруга.
30 июля 2011 года на 50-м съезде Антиохийской Архиепископии митрополит Американский Филипп (Салиба) объявил, что Священный Синод Антиохийской Православной Церкви призвал отца Иоанна к архиерейскому служению.
11 декабря того же года в Успенском храме Баламандского монастыря был рукоположён во епископа Вустерского, викария Американской архиепископии Антиохийского Патриархата. Хиротонию совершили: патриарх Антиохийский Игнатий IV, митрополит Библский и Ботрийский Георгий (Ходр), митрополит Бострийский, Хауранский, Джабал-аль-Арабский Савва (Эсбер), митрополит Алеппский Павел (Язиджи), епископ Лос-Анджелесский Иосиф (Зехлауи), епископ Дарайский Моисей (эль-Хури), епископ Сейднайский Лука (эль-Хури), епископ Каррский Гаттас (Хазим), епископ Сафитский Димитрий (Шарбак), епископ Аль-Хоснский Илия (Туме) и епископ Сергиопольский Марк (Хури).

Мой первый любимый момент в приходской общине - это когда у меня есть возможность рукоположить диакона или священника из их числа. Мой второй любимый момент наступает, когда меня признают любимым отцом, а не просто иерархом. Такой момент произошёл недавно, когда я проповедовал в приходе: 4-летний мальчик вырвался из рук своих родителей, подбежал ко мне и дал мне пять. Так вот, для меня, братья и сёстры, это был рай.
Оригинальный текст (англ.)All this is forgotten, however, when I encounter my flock, the sheep given to me. My first favorite moment with a parish community is when I have the opportunity to ordain a deacon or priest from among them. My second favorite moment occurs when I am recognized as a beloved father, and not just a hierarch. Such a moment happened recently while I was preaching in a parish: a 4-year old escaped his parents’ arms, ran up to me, and slapped me a high five. Now, that, to me, brothers and sisters, was heaven.